# Carole Varenne
Carole Varenne est une speakerine et animatrice française de télévision et de radio, née le 24 janvier 1957 à Angers (24e photo en partant du haut, de la page ci-dessous référencée ; outre la 15e de cette autre, de haut en bas et de gauche à droite toujours.)

## Télévision
Diplômée d'un baccalauréat en lettres, elle décide de se lancer dans la télévision.
Elle est speakerine sur la chaîne de télévision TF1, entre 1980 et 1992, année durant laquelle la fonction de speakerine disparaît, de cette chaîne comme de la plupart des autres. Sélectionnée parmi 17 candidates, elle est initialement engagée pour suppléer Denise Fabre alors enceinte.
Elle joue dans le feuilleton de l'été Le Vent des moissons, diffusé sur TF1 en 1988, y tenant le rôle de l'assistante d'Alain Scossa, ainsi que dans Marie Pervenche.

## Filmographie
- Cinéma
  - 2011 : La Marche de l'enfant Roi, de Magà Ettori (Messaghjera), sélectionné au 64e Festival de Cannes (Short Film Corner).

- Télévision
  - 1987 : Dorothée Show, d'AB production.

## Radio
Elle est animatrice sur Radio Montmartre, entre 1996 et 1997.

## Vie privée
Carole Varenne est de lointaine ascendance thaïlandaise. Native d'Angers, elle grandit et suit ses études à Paris.
Ayant désiré mettre fin à ses premières activités professionnelles et retrouver l'anonymat, elle vivrait à ce jour entre sa ville natale et la Corse, où elle possède ses maisons, afin de se consacrer pleinement à sa famille, étant à présent grand-mère de plusieurs petits-enfants.